# Roman Opałka
Roman Opałka (27 de agosto de 1931 - 6 de agosto de 2011) foi um pintor polonês nascido na França, cujas obras são principalmente associadas à arte conceitual.
Opalka nasceu em 27 de agosto de 1931, em Abbeville-Saint-Lucien, na França, de pais poloneses. A família retornou à Polônia em 1946 e Opałka estudou litografia em uma escola gráfica antes de se matricular na Escola de Arte e Design em Łódź. Mais tarde, ele se formou na Academia de Belas Artes de Varsóvia. Ele voltou para a França em 1977. Opalka vivia em Teille, perto de Le Mans , e Veneza. Morreu aos 79 anos depois de adoecer durante as férias na Itália. Ele foi internado em um hospital perto de Roma e morreu alguns dias depois, em 6 de agosto de 2011, três semanas antes de completar 80 anos.

## Trabalhos

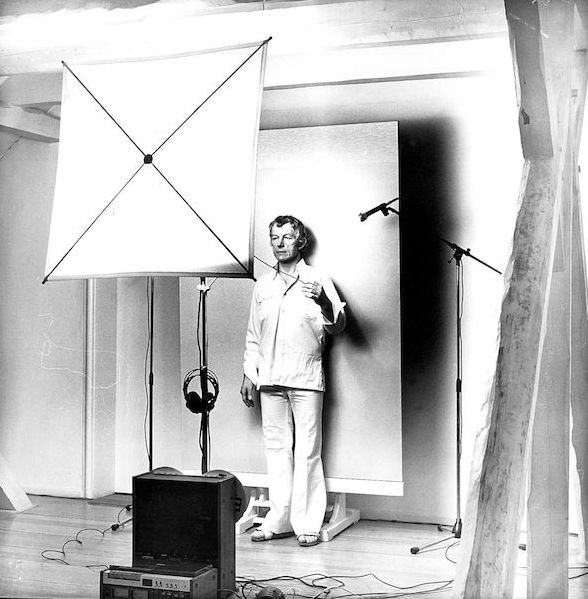
Roman Opałka por Lothar Wolleh

Em 1965, em seu ateliê em Varsóvia, Opala começou a pintar números de um a infinito. Começando no canto superior esquerdo da tela e terminando no canto inferior direito, os pequenos números foram pintados em linhas horizontais. Cada nova tela, que o artista chamava de "detalhe", retomava a contagem de onde a última partia. Cada 'detalhe' é do mesmo tamanho (196 x 135   cm), a dimensão da porta do seu estúdio em Varsóvia. Todos os detalhes têm o mesmo título, "1965/1 - ∞"; o projeto não tinha um fim definível, e o artista dedicou sua vida à execução contínua: "Todo o meu trabalho é uma coisa única, a descrição do número um ao infinito. Uma única coisa, uma única vida ',' o problema é que somos e estamos prestes a não ser '. Ele havia contemplado e tentado muitas maneiras diferentes de visualizar o tempo antes de se decidir pelo trabalho dessa vida.
Ao longo dos anos, houve mudanças no processo. Nos primeiros detalhes de Opałka, ele pintou números brancos em um fundo preto. Em 1968 ele mudou para um plano de fundo cinza "porque não é uma cor simbólica nem emocional", e em 1972 ele decidiu que gradualmente iluminaria esse fundo cinza adicionando 1% a mais de branco ao chão a cada detalhe que passasse. Ele esperava estar pintando virtualmente em branco sobre branco quando chegasse a 7.777.777 (ele não usava vírgulas ou quebras de números nas obras): "Meu objetivo é chegar até o branco sobre branco e ainda estar vivo". Em julho de 2004, ele havia alcançado 5,5 milhões. Adotando esta abordagem rigorosamente serializada, Opalka alinhou-se a outros artistas da época que exploraram a arte através de sistemas e matemática, como Daniel Buren, On Kawara e Hanne Darboven. Ele foi representado em Paris e Nova York por Yvon Lambert e em Veneza pela Galleria Michela Rizzo.
Em 1968,  Opalka introduziu no processo um gravador, falando cada número no microfone enquanto o pintava, e também começou a tirar fotografias em estilo passaporte de si mesmo diante da tela, depois do trabalho de cada dia.
Em 2007, o Opałka participou no simpósio " Estruturas Pessoais do Tempo-Espaço-Existência", um projecto iniciado pelo artista Rene Rietmeyer.
O número final que ele pintou foi 5.607.249.

## Exposições
Opałka participou em muitas das mais importantes exposições internacionais do mundo da arte, incluindo a Documenta em Kassel, Alemanha, em 1977; a Bienal de São Paulo em 1987; e a Bienal de Veneza, em 1995, 2003, 2011 e 2013. Ele foi representado em Paris e Nova York por Yvon Lambert, em Veneza pela Galleria Michela Rizzo e, por muitos anos, pela John Weber em Nova York.
Em 2003, Les Rencontres d'Arles expôs o seu trabalho através da exposição "L'œuvre photographique" (o curador foi Alain Julien-Laferrière).
Em 2017, Opałka fez parte da exposição "Il mio corpo nel ritmo / Lüthi Ontani Opala , Galleria d'Arte Moderna, Verona 2017. Catálogo Manfredi Edizioni.

## Coleções
As obras de Opałka podem ser encontradas nas coleções permanentes do Centre Pompidou em Paris e no Museu de Arte Moderna de Nova York, entre outros.

## Reconhecimento
Opałka ganhou o célebre Grande Prémio da 7ª Bienal Internacional de Artes e Gráficos de Cracóvia em 1969, o Prémio CK Norwid Art Critics em 1970, o Prémio Nacional de Pintura da França em 1991 e o Prémio Kaiser da Alemanha em 1993. Ele foi nomeado comandante das Ordem das Artes e das Letras França. Em 2009, foi premiado com a Medalha de Mérito à Cultura - Gloria Artis pelo Ministro da Cultura e Patrimônio Nacional Bogdan Zdrojewski. Em 2011, o Presidente da Polônia Bronisław Komorowski concedeu-lhe a Cruz do Comandante da Ordem de Polonia Restituta.

## Legado
Em 2005, o projeto de arte alemã "Camera Obscura 2005/1-∞" foi iniciado como uma homenagem à vida e obra de Opałka. Ele homenageia seu trabalho " 1965/1 - by" vendendo câmeras obscuras - com dois furos - na plataforma de leilões na Internet ebay. Cada pinhole é vendido para outro comprador e a câmera é posteriormente enviada de volta ao projeto a ser desenvolvido e exibido em sua galeria, assim como on-line.